# Joshua Brookes
Joshua Brookes (24 november 1761 – 10 januari 1833) was een Britse natuurwetenschapper en anatomist.

## Biografie
Joshua Brookes volgde een anatomische studie in Londen, waar hij les kreeg van beroemde anatomisten en chirurgen als William Hunter, William Hewson en John Sheldon. Daarna vervolgde hij zijn opleiding aan het Hôtel-Dieu de Paris in Frankrijk. Na zijn opleiding werd Brookes een leraar in de anatomie in Londen en richtte hij er een eigen museum op, de Brookesian Museum of Comparative Anatomy. In de catalogus van 1830 werd dit museum als volgt beschreven: "Museum Brookesianum Embracing an Almost Endless Assemblage of Every Species of Anatomical, Pathological, Obstetrical, and Zootomical Preparations, as well as Subjects in Natural History" ("Museum Brookesianum omvat een bijna eindeloze verzameling van elke soort van anatomische, pathologisch, verloskundige, en zoötomische (dierkundige) preparaten, evenals zaken met betrekking tot de natuurlijke historie").
Tijdens zijn leven verrichtte Joshua Brookes een groot aantal studies in landen in Afrika. In 1819 werd Joshua Brookes als lid van de Royal Society in Londen gekozen. In 1826 kreeg hij last van zijn gezondheid en gaf zijn baan als onderwijzer op. Om aan geld te komen trachtte hij tevergeefs zijn museumcollectie in zijn geheel te verkopen. Uiteindelijk bood hij elk afzonderlijk stuk te koop aan. De laatste museumstukken werden in maart 1830 verkocht. Op 10 januari 1833 overleed Joshua Brookes op 73-jarige leeftijd in Great Portland Street in Londen.

## Bijdragen
Joshua Brookes leefde een grote bijdrage aan de zoölogie, hij beschreef nieuwe diersoorten, zoals de Afrikaanse wilde hond in 1827, en maakte een studie van de taxonomie van veel dieren. Joshua Brookes plaatste het jachtluipaard bijvoorbeeld in 1828 in een eigen geslacht: Acinonyx.
Enkele gepubliceerde werken

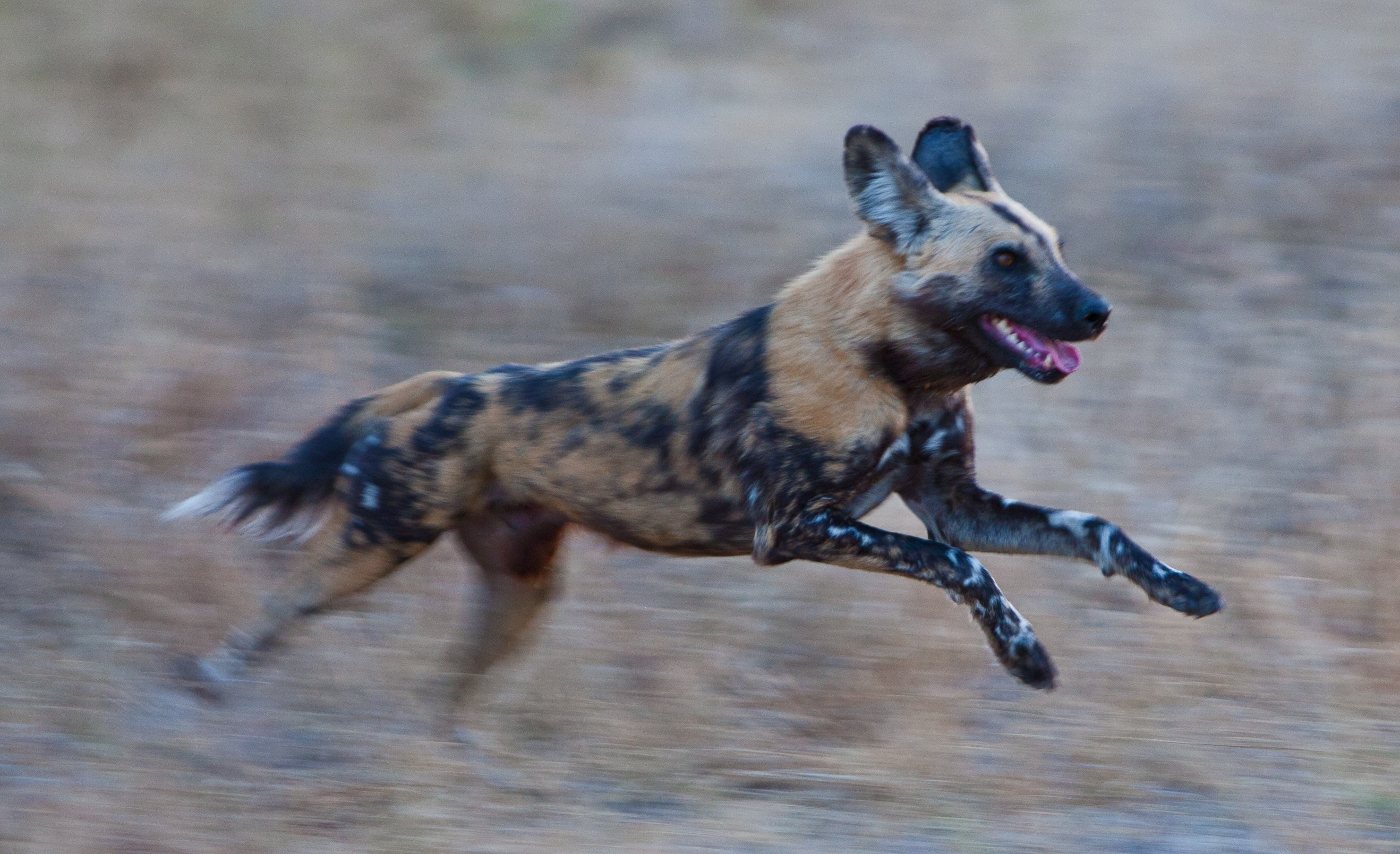
Joshua Brookes was de eerste die de Afrikaanse wilde hond geldig publiceerde in 1827.

- Lectures on the Anatomy of the Ostrich (The Lancet, vol. xii.)
- Brookesian Museum (1827)
- Catalogue of Zootomical Collection (1828)
- Address to the Zoological Club of the Linnean Society (1828)
- Thoughts on Cholera (1831)

## Nagedachtenis
Om Joshua Brookes te eren vernoemde de bioloog John Edward Gray in 1864 een geslacht van kameleons naar hem, namelijk Brookesia (kortstaartkameleons).
- Gemeinsame Normdatei: 142888834
- International Standard Name Identifier: 0000 0001 0676 6072
- Library of Congress Control Number: n97802523
- Nationale Bibliotheek van Tsjechië: nlk20000083394
- SNAC: w6gt8t80
- Virtual International Authority File: 23893137
- WorldCat: E39PBJjRYJvh6D4BQKYVRgptrq